# نیرشتاین
نیرشتاین (به آلمانی: Nierstein) یک شهر در آلمان است که در ماینتس-بینگن واقع شده‌است. نیرشتاین ۷٬۷۶۳ نفر جمعیت دارد.